# 國土交通部
國土交通部（韩语：／ Gukto Gyotongbu */?）是韓國的國家行政機關之一，職責相當於各國的交通部。該部門的首長頭銜為「國土交通部長」（韩语：／），同時兼任「國務委員」。
海洋水產部曾一度併入而設立国土海洋部（국토해양부），然而之後海洋水產部又恢復設立。

2013年至2016年間使用的部徽

## 沿革
- 1948年11月4日 - 设置交通部（교통부（朝鲜语：대한민국 교통부））。
- 1955年2月17日 - 设置复兴部。
- 1961年6月7日 - 复兴部更名为建设部。
- 1961年7月22日 - 建设部并入新设置的经济企画院，成为其下属的国土建设厅。
- 1962年6月18日 - 国土建设厅改组为建设部。
- 1963年9月1日 - 交通部设置铁道厅。
- 1994年12月13日 - 建设部与交通部合并为建设交通部。
- 2005年1月1日 - 铁道厅撤销，鐵路业务由韓國鐵道公社行使。只保留铁道公安事务所由建设交通部管理。
- 2008年2月29日 - 海洋水產部的海洋产业相关职能并入，并更名为国土海洋部。
- 2013年3月22日 - 国土海洋部更名为国土交通部，海洋产业相关职能并入重新設立的海洋水产部

## 职责
公路与航空运输及国土综合开发计划的制定与调整；城市、道路、港湾与住房的建设；国土资源和水资源的保护与开发；海洋资源的开发与海洋科学技术的发展；海洋运输业的发展及港湾的建设运营；海洋环境的保护及沿岸管理等相关事务。

## 组织

### 官员
- 部长（：／）
  - 发言人
  - 监査官
  - 部长政策顾问
- 第一次長
- 第二次長

### 下属机构
| - 运营支援课 - 企画调整室 - 住宅土地室 | - 建设水资源政策室 - 交通政策室 - 物流港湾室 | - 航空政策室 - 国土政策局 - 海洋政策局 |

### 附属机构
| - 国土海洋人材开发院 - 地方国土管理厅 首尔、原州、大田、益山、釜山 - 地方海洋港湾厅 釜山、仁川、丽水、马山、东海、群山、木浦、浦项、平泽、蔚山、大山 - 地方航空厅 首尔、釜山 - 国立海洋调査院 | - 洪水统制所 汉江、洛东江、锦江、荣山江 - 铁道特别司法警察队 - 航空交通中心 - 航空&铁道事故调査委员会 - 海洋安全审判院 - 中央土地收容委员会事务局 - 国土地理情报院 |

### 独立机构
- 行政中心复合都市建设厅

#### 政府投资企业
- 韓國水資源公社（朝鲜语：한국수자원공사）
- 韓國土地住宅公社
- 韓國鐵道公社
- 韓國道路公社

#### 出资企业
- 韓國機場公社（朝鲜语：한국공항공사）
- 仁川國際機場公社（朝鲜语：인천국제공항공사）
- 韩国鉴定院
- 大韩住宅保证股份有限公司

#### 支援机构
- 國家鐵道公團
- 韩国施设安全技术公团
- 济州国际自由都市开发中心

#### 辅助机构
- 交通安全公团

#### 委託机构
- 韩国建设交通技术评价院